# 사탁부
사탁부(沙啄部)는 신라의 부족 이름, 또는 지역 이름이다.

## 개요
사탁부(沙啄部)는 6세기 신라 6부 가운데 하나이다. 지증왕은 이후 사탁부(沙啄部)가 왕위에 오른다. 사탁부(沙啄部)는 6세기 신라가 영토를 확장 할 때 본피부와 핵심적인 역할을 하였던 부족이다.
사량부(沙梁部), 사훼부(沙喙部)라고도 한다. 량(梁)·탁(涿)·훼(喙)는 모두 도(道)와 독(督)으로 읽혔으며, '돌·돍'로 소리난다. 6세기 초반 사량부의 장은 갈문왕(葛文王)이 하였다. 실성 마립간, 눌지 마립간, 지증왕, 사부지갈문왕, 법흥왕 등은 탁부(啄部) 또는 사탁부(沙啄部) 출신이다.
'沙'의 후기 상고음은 '/*sar/'이며 동(東)쪽을 뜻하는 고대 한국어 '살'을 음차 표기한 것이다. 또한 '梁'은 /*tulk/로 재구되며 도랑을 뜻하는 중세어 '돓'로 부터 고대 한국어 '돍'을 유추해 낼 수 있다. 즉 사량부(沙梁部)는 동쪽 하천 마을로 해석 할 수 있는데 형산강(서천)의 동쪽에 있는 남천(南川) 자락에 위치한 고허촌을 뜻한다는 견해이다.
삼국사기에 따르면 32년(유리 이사금 9) 돌산고허촌(突山高墟村)을 사량부로 개편하고, 그 부인(部人)들에게 최씨(崔氏) 성(姓)을 수여하였다. 고려, 940년(태조 23)에 남산부(南山部)로 변경하면서 사량부는 소멸하였다.

## 같이 보기
- 본피부
- 한저부
- 지증왕

1. ↑  정연식, 《신라 경주의 東川 沙梁과 西川 及梁》, 서울대학교 규장각한국학연구원, 2017.